# اتحاد أستراليا لكرة القدم
الاتحاد الأسترالي لكرة القدم أو كرة قدم أستراليا (بالإنكليزية: Football Australia) هي الجهة المسؤولة عن رياضة كرة القدم في أستراليا. تأسس عام 1961 وانضم إلى الاتحاد الدولي لكرة القدم في 1963 ثم انضم إلى الاتحاد الآسيوي لكرة القدم في 2006 بعد انسحابه من اتحاد أوقيانوسيا لكرة القدم.

## الشعار

الشعار السابق
الشعار الحالي